# Pic de Médécourbe
Le pic de Médécourbe (pic de Medacorba en catalan, ou Pico de Medacorba en espagnol), est un sommet frontière des Pyrénées qui constitue un tripoint entre la France, l'Espagne et l'Andorre. Avec 2 912 à 2 915 m d'altitude, c'est l'un des cinq plus hauts sommets de la principauté d'Andorre,.

## Toponymie
Pic a le même sens en catalan qu'en français et désigne un sommet pointu par opposition aux tossa et bony fréquemment retrouvés dans la toponymie andorrane et qui correspondent à des sommets plus « arrondis ».

## Géographie
Le pic de Médécourbe est, avec la portella Blanca d'Andorra, l'une des deux extrémités de la frontière entre l'Andorre et la France et de la frontière entre l'Andorre et l'Espagne. Le sommet se trouve donc à la fois sur la paroisse andoranne de La Massana, la commune catalane d'Alins et la commune ariégeoise d'Auzat.

### Topographie

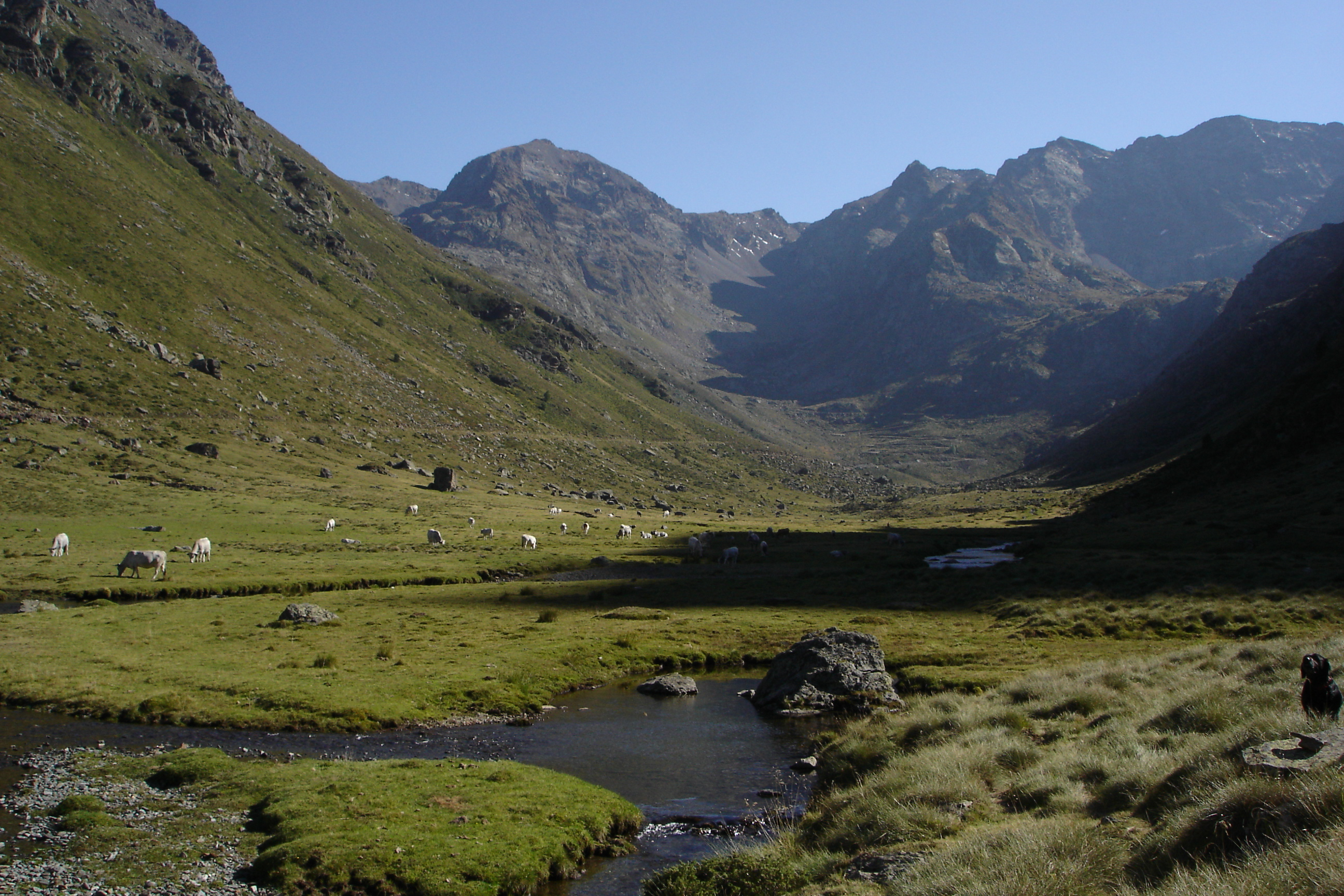
Vue du col de Bareytes et de la crête de Médécourbe depuis la vallée de Soulcem.

Depuis la vallée de Vicdessos, dans le département de l'Ariège, le pic de Médécourbe est un grand sommet composé de pics et pointes acérées fermant la vallée de Soulcem. Sa crête très découpée et austère impose plusieurs pas d'escalade facile au-dessus d'une impressionnante face Nord. Son versant méridional est quant à lui bien accessible.
Il domine de plus de 1 000 mètres de hauteur la vallée de Soulcem et son grand étang.
L'ensemble des pics de Lavans (2 896 m), Racofred (2 871 m) et des Bareytes (2 859 m) constitue la crête dite de Médécourbe.

### Géologie

Pic de Médécourbe sur la carte géologique de l'Andorre.

Le pic de Médécourbe est situé sur la chaîne axiale primaire des Pyrénées sur la ligne de partage des eaux entre océan Atlantique et mer Méditerranée. Le pic est formé de roches métamorphiques.

## Histoire
La première ascension documentée est le fait de trois militaires espagnols Manuel Oncín, Santos Gil et Eusebio Eira qui gravirent le sommet du pic le 8 août 1866 dans le cadre d'une commission topographique,.

## Activités

### Voies d'accès et randonnées
Côté français, compte tenu de l'état de la piste d'accès à l'étang de Soulcem, il est conseillé de dormir au gîte d'étape de Mounicou (au-dessus de la commune d'Auzat et du lieu-dit Marc) ou de planter la tente au bord de l'étang de Soulcem ou plus haut dans le fond de vallée. Le Médécourbe peut se gravir sur une randonnée en boucle au départ du parking des orris du Carla puis en passant par le col des Bayretes ou par le port de Médécourbe.

### Protection environnementale
Le sommet est au cœur d'un vaste espace protégé trinational, situé à la fois dans les limites du parc naturel régional des Pyrénées ariégeoises, du parc naturel des vallées du Coma Pedrosa en Andorre et du parc naturel de l'Alt Pirineu en Espagne (Catalogne).